# Аднан Гушо
Адна́н Гушо́ (босн. Adnan Gušo; 4 жовтня 1975, Сараєво, СФР Югославія) — боснійський футболіст, воротар. Найбільше відомий завдяки виступам у складі сараєвського «Желєзнічара», румунської «Університаті» та збірної Боснії і Герцеговини.

## Життєпис
Аднан Гушо народився в Сараєво в мусульманській родині. З 1993 по 1999 рік захищав кольори місцевого «Желєзнічара», у складі якого став чемпіоном країни та виборов Суперкубок. У червні 1999 року підписав контракт з турецьким «Ерзурумспором». Завдяки впевненій грі у клубі почав залучатися до матчів національної збірної Боснії і Герцеговини. На рівні збірних дебютував 5 жовтня 1999 року в поєдинку кваліфікації до Євро-2000 проти Шотландії. У серпні 2000 року на правах оренди повернувся до «Желєзнічара», разом з яким здобув «золото» чемпіонату та національний Кубок.
Восени 2001 року уклав угоду з московським «Спартаком», однак у складі «основи» жодного разу так і не з'явився, будучи дублером українського голкіпера Максима Левицького. У 2002 році знову поїхав у оренду до «Желєзнічара», додавши до свого активу чергове чемпіонське звання у Боснії і Герцеговині.
Після остаточного повернення з Росії виступав за футбольний клуб «Сараєво». У 2003 році на правах вільного агента перебрався до Румунії, підписавши контракт з клубом «Університатя» з Крайови, за який виступав протягом двох з половиною сезонів. Влітку 2005 року перейшов до лав одного з лідерів румунського футболу — бухарестського «Динамо», однак вже за півроку опинився у «Арджеші», так і не ставши основним кіпером динамівців.
Протягом 2006—2007 захищав кольори клубу «Пандурій». Цей період видався одним з найуспішніших в кар'єрі Гушо — він мав постійне місце в основному складі румунської команди та здобув довіру тренера національної збірної, у складі якої провів більшість матчів у відборі до Чемпіонату Європи 2008 року. Ходили чутки про повернення Аднана до Росії, де його хотіли бачити у себе представники «Спартака» з Нальчика, однак цей трансфер так і не відбувся.
Транзитом через «Олімпіакос» з Нікосії Гушо повернувся на Батьківщину, де підписав контракт з рідним «Желєзнічаром». Втім, основним голкіпером клубу на той час був Ібрагім Шехич, тож послуги голкіпера-ветерана знадобилися лише після того, як Шехич залишив команду. Незважаючи на тривалу перерву у виступах, Гушо досить органічно вписався в команду і видав одну з найдовших «сухих» серій в історії європейського футболу, що становила 1271 хвилину. По закінченні сезону 2011/12 років Аднан Гушо вирішив завершити кар'єру гравця.
Після закінчення активних виступів працював тренером воротарів у «Желєзнічарі». У вересні 2013 року був призначений на аналогічну посаду у збірноій Боснії і Герцеговини.

## Досягнення
У складі «Желєзнічара»
- Чемпіон Боснії і Герцеговини (4): 1997/98, 2000/01, 2001/02, 2011/12
- Володар Кубка Боснії і Герцеговини (2): 2000/01, 2011/12
- Володар Суперкубка Боснії і Герцеговини (1): 1998

У складі ФК «Сараєво»
- Бронзовий призер чемпіонату Боснії і Герцеговини (1): 2002/03

У складі «Динамо» (Бухарест)
- Бронзовий призер чемпіонату Румунії (1): 2005/06